# Бріттані Боу

Бріттані Старр Боу (англ. Brittany Starr Bowe) — американська ковзанярка,  олімпійська медалістка, чемпіонка світу, призерка чемпіонатів світу. Крім ковзанярського спорту Боу займалася також бігом на роликових ковзанах та баскетболом.
Бронзову олімпійську медаль Боу виборола в складі збірної США на Пхьончханській олімпіаді 2018 року в командній гонці переслідування.
Бріттані Боу була спортивно обдарованою дитиною. Уже в 2 роки вона демонструвала дриблінг у перерві баскетбольного матчу. У школі вона грала в футбол, але повинна була відмовитися від цього спорту заради роликових ковзанів та баскетболу. В студентські роки вона виступала за жіночу баскетбольну команду університету. 
Бігом на роликових ковзанах Боу почала займатися у 8 років і мала в ньому великі здобутки, як на юніорському, так і на дорослому рівнях. Після Ванкуверської олімпіади Боу побачила, що її товаришки з роликового бігу здобувають олімпійські нагороди, і вирішила попробувати себе на льоду. На Сочинській олімпіаді вона виступила не дуже успішно, але на наступних чемпіонатах світу здобула багато медалей.

## Зовнішні посилання
- Досьє на speedskatingnews [Архівовано 25 лютого 2019 у Wayback Machine.]

## Виноски
1. ↑  College Basketball at Sports-Reference.com
2. ↑  Women's team pursuit results (PDF). Архів оригіналу (PDF) за 22 лютого 2018. Процитовано 3 квітня 2018. [Архівовано 2018-02-22 у Wayback Machine.]